# Fenossietanolo
Il fenossietanolo è un composto organico aromatico di formula Ph-O-CH2-CH2-OH. A temperatura ambiente si presenta come un liquido viscoso, incolore e dall'odore caratteristico, poco solubile in acqua e ben miscibile in etanolo, dietiletere, cloroformio ed in ambiente acquoso alcalinizzato con idrossido di sodio. Il composto viene principalmente utilizzato come componente nelle formulazioni di prodotti per la cosmesi.

## Sintesi
Il fenossietanolo può essere sintetizzato facendo reagire una miscela acquosa di 2-cloroetanolo ed idrossido di sodio al 30% con fenolo alla temperatura di circa 100-110 °C, per ottenere fenossietanolo con una resa del 98%:
Cl-CH2-CH2-OH + Ph-OH → Ph-O-CH2-CH2-OH + HCl
Un altro metodo possibile consiste nel trattamento del fenolo con ossido di etilene in ambiente alcalino.

## Utilizzi
Il fenossietanolo trova largo impiego nell'industria chimica in virtù delle sue proprietà solventi e battericide. Viene utilizzato come solvente per coloranti, resine, profumi, germicidi, repellenti e per i derivati acetati della cellulosa. Le spiccate proprietà battericide e la relativa assenza di tossicità per l'organismo a piccole dosi fanno sì che il fenossietanolo trovi impiego come agente germicida nei farmaci e nei prodotti per la cosmesi. Il composto presenta inoltre proprietà anestetiche locali, ed è quindi indicato come principio attivo di soluzioni o creme medicamentose per uso topico in caso di ferite, scottature ed infezioni di vario genere, in particolare se causate dal batterio Pseudomonas aeruginosa. La sostanza può trovare anche impiego come reagente in alcune sintesi organiche complesse. Viene utilizzato infine in sperimentazione per anestetizzare i pesci.